# German Bula Hoyos
Germán Bula Hoyos (Sahagún, 1922 - Bogotá, 19 de octubre de 2020) fue un político colombiano y gobernador del departamento de Córdoba.

## Biografía
Germán Bula Hoyos fue destacado por su trayectoria en cargos de alto nivel en la administración pública. Se desempeñó como senador, Ministro de Agricultura y Gobernador del departamento de Córdoba en dos periodos distintos, siendo una figura influyente en la política regional y nacional.
Su primer mandato como gobernador tuvo lugar entre el 16 de marzo de 1963 y el 4 de octubre de 1964, durante la presidencia de Guillermo León Valencia. Más tarde, volvió a ocupar este cargo entre el 12 de julio de 1971 y el 25 de mayo de 1972, bajo la administración de Misael Pastrana Borrero.
A lo largo de su carrera, Bula Hoyos fue reconocido por su participación en la política colombiana y su contribución al desarrollo del departamento de Córdoba.